# Docani, Vaslui
Docani este un sat în comuna Vinderei din județul Vaslui, Moldova, România. Se află în partea de sud a județului,  în Dealurile Fălciului. La recensământul din 2002 avea o populație de 683 locuitori. In 2022 populația nu depășește 400 locuitori, având o scadere semnificativă. .